# Любомір Шатка
Любомір Шатка (словац. Ľubomír Šatka, нар. 2 грудня 1995, Ілава) — словацький футболіст, центральний захисник турецького клубу «Самсунспор» і національної збірної Словаччини.

## Клубна кар'єра
Починав займатися футболом у структурі клубу «Дубниця», звідки 2012 року був запрошений до академії англійського «Ньюкасл Юнайтед». 2014 року почав потрапляти до заявки головної команди клубу, а 3 січня 2015 року провів свою єдину гру у її складі, взявши участь у програному матчі проти «Лестер Сіті» на Кубок Англії.
На початку 2016 року провів шість ігор у Другій футбольній лізі Англії за «Йорк Сіті», у якому перебував на правах оренди.
У січні 2017 року повернувся на батьківщину, приєднавшись на умовах оренди до клубу «ДАК 1904». За півроку контракт гравця з «Ньюкаслом» завершився, і він на правах вільного агента уклав із клубом з Дунайської Стреди повноцінний контракт
До складу польського «Леха» приєднався наприкінці червня 2019 року на умовах чотирирічного контракту.

## Виступи за збірні
2011 року дебютував у складі юнацької збірної Словаччини (U-17), загалом на юнацькому рівні взяв участь в 11 іграх, відзначившись одним забитим голом.
Протягом 2016–2017 років залучався до складу молодіжної збірної Словаччини. На молодіжному рівні зіграв у 2 офіційних матчах, забивши 1 гол.
Навесні 2018 року дебютував в офіційних матчах у складі національної збірної Словаччини, відтоді регулярно отримував виклики до її лав, а влітку 2021 року був включений до заявки національної команди на фінальну частину чемпіонату Європи 2020 року.
| Дата       | Місто           | Господарі         | Результат  | Гості      | Турнір                               | Голи | Примітки |
| ---------- | --------------- | ----------------- | ---------- | ---------- | ------------------------------------ | ---- | -------- |
| 25-3-2018  | Бангкок         | Таїланд           | 2 – 3      | Словаччина | товариський матч                     | -    |          |
| 31-5-2018  | Трнава          | Словаччина        | 1 – 1      | Нідерланди | товариський матч                     | -    | 73'      |
| 4-6-2018   | Женева          | Словаччина        | 1 – 2      | Марокко    | товариський матч                     | -    |          |
| 5-9-2018   | Братислава      | Словаччина        | 3 – 0      | Данія      | товариський матч                     | -    |          |
| 9-9-2018   | Львів           | Україна           | 1 – 0      | Словаччина | Ліга націй УЄФА 2018-2019 - 1-й етап | -    |          |
| 16-10-2018 | Стокгольм       | Швеція            | 1 – 1      | Словаччина | товариський матч                     | -    | 83'      |
| 7-6-2019   | Братислава      | Словаччина        | 5 – 1      | Йорданія   | товариський матч                     | -    |          |
| 9-9-2019   | Будапешт        | Угорщина          | 1 – 2      | Словаччина | Ліга націй УЄФА 2018-2019 - 1-й етап | -    |          |
| 13-10-2019 | Братислава      | Словаччина        | 1 – 1      | Парагвай   | товариський матч                     | -    |          |
| 12-11-2020 | Белфаст         | Північна Ірландія | 1 – 2 д.ч. | Словаччина | Відбір до ЧЄ 2020                    | -    |          |
| 15-11-2020 | Трнава          | Словаччина        | 1 – 0      | Шотландія  | Ліга націй УЄФА 2020-2021 - 1-й етап | -    |          |
| 30-3-2021  | Трнава          | Словаччина        | 2 – 1      | Росія      | Відбір до ЧС 2022                    | -    |          |
| 1-6-2021   | Рід-ім-Іннкрайс | Словаччина        | 1 – 1      | Болгарія   | товариський матч                     | -    |          |
| 6-6-2021   | Відень          | Австрія           | 0 – 0      | Словаччина | товариський матч                     | -    |          |
| Усього     |                 | Матчів            | 14         |            | Голів                                | 0    |          |

## Титули і досягнення
- Чемпіон Польщі (1):

«Лех»: 2021-22